# Bacchisa perakensis
Bacchisa perakensis är en skalbaggsart som beskrevs av Stefan von Breuning 1956. Bacchisa perakensis ingår i släktet Bacchisa och familjen långhorningar. Inga underarter finns listade.